# Ágnanda (Árta)
Pour les articles homonymes, voir Ágnanda.
Ágnanda, en grec moderne : Άγναντα, est un village et un ancien dème du district régional d'Árta, en Épire, Grèce. En 2010, il est fusionné au sein du dème des Tzoumerka-Centrales.
Selon le recensement de 2011, la population du dème compte 1 800 habitants tandis que celle du village s'élève à 283 habitants.

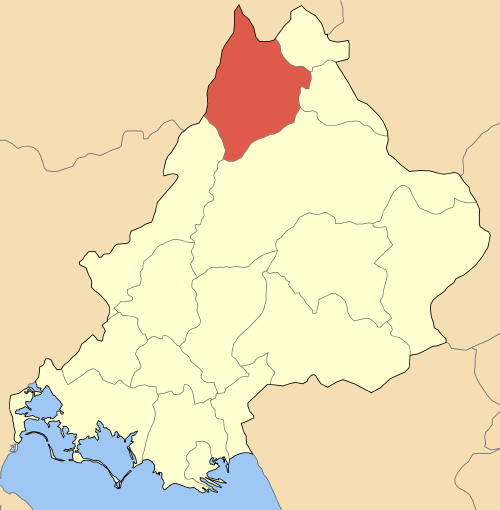
Situation géographique du dème au sein du district régional d'Árta.